# Grevillea venusta
Grevillea venusta е вид растение от семейство Протейнови (Proteaceae).
Видът е световно застрашен, със статут Уязвим.

## Разпространение
Видът е разпространен в малък район на централен Куинсланд, в източна Австралия.